# Doline Butana
Doline v Butan so v Himalajo izklesale butanske reke, ki jih napajajo taline ledenikov in monsunsko deževje. Ker je Butan zaprt v gorskem vzhodnem delu Himalaje, je velik del prebivalstva skoncentriran v dolinah in nižinah, ločenih z grebeni južne Nizke Himalaje.  Kljub modernizaciji in razvoju prometnih povezav v Butanu, vključno z nacionalnim avtocestnim sistemom, je potovanje iz ene doline v drugo težko. Zahodne doline so na vzhodu povezane s Črnimi gorami v osrednjem Butanu, ki tvorijo razvodnico med dvema glavnima rečnima sistemoma Mo Čhu (reka Sankoš) in Drangme Čhu. Osrednje doline so od vzhoda ločene s pogorjem Donga.  Bolj osamljene gorske doline varujejo več majhnih, ločenih kulturnih in jezikovnih skupin.  Glede na to izolacijo ima večina dolin svoje lokalne zaščitne božanstva.
Skozi zgodovino Butana so bile njegove doline in nižine predmet političnega nadzora. Med nastankom Butana kot neodvisne države v 17. stoletju je Šabdrung Ngavang Namgjal zavzel zahodne doline in zgradil dzong trdnjave, da bi odvrnil vdore iz Tibeta. Njegov poročnik, penlop v Trongsa, Mingyur Tenpa, je nadaljeval z osvajanjem dolin v osrednjem in vzhodnem Butanu za novo teokratsko vlado.  Zato vsaka velika dolina vsebuje trdnjavo dzong. 
Suhe, bolj ravninske doline zahodnega in osrednjega Butana so razmeroma gosto poseljene in intenzivno obdelane. Vlažnejše vzhodne doline so po navadi bolj strme, soteske ožje, z izoliranimi naselji, ki so postavljena neposredno na gore. V zahodnih regijah v dolinah gojijo ječmen, krompir in mlečne izdelke na severu, medtem ko v južnih gojijo banane, pomaranče in riž. 

## Seznam dolin
Seznam večjih dolin v Butanu:
- Bumdeling, v okrožjih Lhuntse, Mongar in Trašijangtse
- Bumthang, v okrožju Bumthang
- Čoekhor
- Čumbi, meja s Kitajsko
- Čhungdu, v okrožju Haa
- Gangtey, v okrožju Samtse
- Gayltsa (Gyatsa), okrožje Bumthang
- Haa, v okrožju Haa
- Džakar (Jakar, Bjakar), v okrožju Bumthang
- Lhuentse, v okrožju Lhuntse
- Mongar (Shongar), v okrožju Mongar
- Paro, v okrožju Paro
- Dolina Phobjikha (Gangteng), v okrožju Vangdue Phodrang
- Punakha (Wangdi Punakha), v okrožju Punakha in Vangdue Phodrangs
- Šingkhar, v okrožju Zhemgang
- Tang, v okrožju Bumthang
- Thimphu, v okrožju Thimphu
- Trašijangtse, v okrožju Trašijangce
- Trongsa (Choetse), v okrožju Trongsa
- Ura, v okrožju Bumthang
- Šemgang, v okrožju Šemgang